# Bethel Manor
Bethel Manor – jednostka osadnicza w Stanach Zjednoczonych, w stanie Wirginia, w hrabstwie York.